# Mahou no Mako-chan
Волшебница Мако (魔法のマコちゃん Махо но Мако-тян) — аниме-сериал в жанре махо-сёдзё, снятый на студии Toei Animation. Сюжет основан на сказке Ханса Кристиана Андерсена «Русалочка». Сериал был переведён на различные языки, включая французский, испанский и итальянский. Также его часто называют «Русалка Мако» и «Магия Мако-тян».

## Сюжет
Мако («Джинни» в итальянской версии) — русалка и младшая дочь Морского Короля. Она стремится попасть в мир людей, несмотря на то, что отец запрещает ей это. Однажды, в бурную ночь, она спасает юношу и влюбляется в него. Мако заключает сделку с морской Ведьмой и превращается в человека с условием, что она больше никогда не может снова стать русалкой. Получив от родителей магический кулон под названием «Слеза Русалки», Мако отправляется на поиски спасённого ею юноши и узнаёт, что такое быть человеком.
В отличие от оригинальной истории о Русалочке, в этой адаптации русалочка, став человеком, не потеряла дар речи, и история не заканчивается трагедией.

## Музыка
Музыку и тексты для сериала были написаны Такэо Ватанабэ и исполнены Хориэ Мицуко.
- Начальная композиция: «Mahou no Mako-chan».
- Завершающая композиция: «BOKU wa MAKO ni tsuite yuku».